# Morti il 10 novembre

## V secolo(1)
- 461 - Papa Leone I, papa, vescovo e santo romano

## VII secolo(1)
- 627 - Giusto di Canterbury, vescovo e santo italiano

## IX secolo(1)
- 897 - Teofano, imperatrice bizantina (n. 865)

## XII secolo(3)
- 1142 - Gottifredo degli Alberti, vescovo cattolico italiano
- 1160 - Maione da Bari, funzionario longobardo (n. 1115)
- 1195 - Giovanni Griffi, vescovo cattolico italiano

## XIII secolo(4)
- 1209 - Raimondo Ruggero Trencavel, nobile francese (n. 1185)
- 1241 - Papa Celestino IV, papa, cardinale e vescovo cattolico italiano
- 1290 - Qalawun, sultano turco (n. 1222)
- 1299 - Giovanni I d'Olanda, nobile olandese (n. 1284)

## XV secolo(6)
- 1408 - Vicente de Ribas, cardinale spagnolo
- 1444 - Giuliano Cesarini, cardinale italiano (n. 1398)
- 1444 - Ladislao III di Polonia, re (n. 1424)
- 1475 - Giorgio di Matteo, scultore, architetto e urbanista dalmata
- 1495 - Dorotea di Brandeburgo-Kulmbach, regina (n. 1430)
- 1500 - André d'Espinay, abate, arcivescovo cattolico e cardinale francese (n. 1451)

## XVI secolo(12)
- 1503 - Israhel van Meckenem, incisore e orafo tedesco
- 1520 - Luigi di Borbone-Vendôme, principe (n. 1473)
- 1543 - Matthäus Aurogallus, linguista e ebraista tedesco (n. 1490)
- 1543 - Felipe Bigarny, scultore e architetto spagnolo (n. 1475)
- 1548 - Cristoforo di Messisbugo, cuoco italiano
- 1549 - Papa Paolo III, papa, vescovo cattolico e cardinale italiano (n. 1468)
- 1552 - Günther XL di Schwarzburg, conte tedesco (n. 1499)
- 1560 - Ippolito Boiardo, nobile
- 1571 - Jérôme Souchier, abate e cardinale francese (n. 1508)
- 1581 - Bayinnaung, sovrano, generale e condottiero birmano (n. 1516)
- 1584 - Luigi Capponi, letterato italiano (n. 1505)
- 1590 - Pedro de Pravia, religioso spagnolo (n. 1525)

## XVII secolo(17)
- 1608 - Andrea Avellino, presbitero e religioso italiano (n. 1521)
- 1612 - Bernardino Poccetti, pittore italiano (n. 1548)
- 1615 - Pietro Antonio Crespi Castoldi, presbitero e storico italiano (n. 1557)
- 1623 - Bernardino Malpizzi, pittore italiano (n. 1553)
- 1624 - Henry Wriothesley, III conte di Southampton, conte britannico (n. 1573)
- 1644 - Luis Vélez de Guevara, drammaturgo spagnolo (n. 1579)
- 1653 - Montdory, attore teatrale francese (n. 1594)
- 1654 - Filippo Vitali, compositore e cantore italiano (n. 1590)
- 1657 - Giovanni Monaldeschi, nobile e diplomatico italiano (n. 1626)
- 1661 - Isabella Appiano, nobildonna italiana (n. 1577)
- 1661 - Bernardino Spada, cardinale, arcivescovo e collezionista d'arte italiano (n. 1594)
- 1666 - Bernardo Panicola, vescovo cattolico italiano (n. 1580)
- 1673 - Michele Korybut, sovrano polacco (n. 1640)
- 1675 - Leopoldo de' Medici, cardinale italiano (n. 1617)
- 1683 - John Collins, matematico inglese (n. 1625)
- 1683 - Robert Morison, botanico scozzese (n. 1620)
- 1698 - Giovanni Giorgio II di Sassonia-Eisenach, nobile tedesco (n. 1665)

## XVIII secolo(23)
- 1705 - Justine Siegemund, scrittrice tedesca (n. 1636)
- 1707 - Yosep I, patriarca cattolico ottomano
- 1710 - Carlo Teodoro di Salm, nobile tedesco (n. 1645)
- 1727 - Alphonse de Tonti, militare e esploratore francese
- 1730 - Gregorio Lazzarini, pittore italiano (n. 1655)
- 1732 - Adam Christian Thebesius, anatomista tedesco (n. 1686)
- 1734 - Mariangela Virgili, religiosa italiana (n. 1661)
- 1753 - Bertrand-François Mahé de La Bourdonnais, militare e politico francese (n. 1699)
- 1756 - Edward Holland, politico statunitense (n. 1702)
- 1763 - Joseph François Dupleix, funzionario francese (n. 1697)
- 1769 - Giovanni Battista Mazzoleni, scultore italiano (n. 1699)
- 1772 - Pedro Correia Garção, poeta e drammaturgo portoghese (n. 1724)
- 1775 - Edme Dumont, scultore francese (n. 1720)
- 1777 - Gambo di Mais, nativo americano
- 1777 - Girolamo Palermo, arcivescovo cattolico italiano (n. 1704)
- 1779 - Joseph Hewes, politico statunitense (n. 1730)
- 1780 - Mikael Bedros III Kasparian
- 1786 - John Hope, medico e botanico britannico (n. 1725)
- 1787 - Cristoforo Dall'Acqua, incisore e disegnatore italiano (n. 1734)
- 1789 - Richard Caswell, politico e avvocato statunitense (n. 1729)
- 1793 - Jean-Marie Roland, politico e economista francese (n. 1734)
- 1794 - Pasquale Fago, compositore e politico italiano (n. 1740)
- 1799 - Johann Christian Brandes, attore teatrale e commediografo tedesco (n. 1735)

## XIX secolo(63)
- 1806 - Carlo Guglielmo Ferdinando di Brunswick-Wolfenbüttel, generale prussiano (n. 1735)
- 1807 - Alexander Martin, politico statunitense (n. 1740)
- 1808 - Guy Carleton, generale e nobile britannico (n. 1724)
- 1809 - José Raimundo Carrillo, militare statunitense (n. 1749)
- 1810 - George Legge, III conte di Dartmouth, politico inglese (n. 1755)
- 1819 - Sigmund Zois, mineralogista e letterato italiano (n. 1747)
- 1821 - Andreas Jakob Romberg, violinista e compositore tedesco (n. 1767)
- 1828 - Giuseppe Zurlo, giurista e politico italiano (n. 1757)
- 1829 - Antonino Faà di Bruno, vescovo cattolico italiano (n. 1762)
- 1831 - Ludwig Ernst von Borowski, arcivescovo luterano tedesco (n. 1740)
- 1832 - Johann Gaspar Spurzheim, medico tedesco (n. 1776)
- 1834 - Antonio Lazzari, disegnatore e incisore italiano (n. 1798)
- 1834 - George Spencer, II conte Spencer, nobile e politico britannico (n. 1758)
- 1838 - Ivan Petrovyč Kotljarevs'kyj, scrittore, poeta e commediografo ucraino (n. 1769)
- 1839 - Charles Bretagne Marie de La Trémoille, militare francese (n. 1764)
- 1840 - Ferdinand Esslair, attore teatrale e regista austriaco (n. 1772)
- 1841 - Gaetano Maria Avarna, vescovo cattolico italiano (n. 1758)
- 1843 - John Trumbull, pittore statunitense (n. 1756)
- 1845 - Ramón Casaús y Torres, arcivescovo cattolico spagnolo (n. 1765)
- 1845 - Alessandro Doveri, architetto e ingegnere italiano (n. 1771)
- 1847 - Elisabetta Gafforini, cantante lirica e mezzosoprano italiana (n. 1777)
- 1848 - Ibrāhīm Pascià, generale e politico egiziano (n. 1789)
- 1852 - Giuseppe Barbieri, scrittore e poeta italiano (n. 1774)
- 1852 - Gideon Mantell, geologo, paleontologo e medico britannico (n. 1790)
- 1855 - Agostino Chigi Albani della Rovere, V principe di Farnese, principe italiano (n. 1771)
- 1855 - Vincenzo Rozzolino, vescovo cattolico italiano (n. 1798)
- 1856 - Domenico Galli, politico italiano
- 1856 - Johann Kaspar Zeuss, storico e filologo tedesco (n. 1806)
- 1857 - Vittoria di Sassonia-Coburgo-Koháry, duchessa (n. 1822)
- 1860 - Ferdinando Maestri, patriota e politico italiano (n. 1786)
- 1861 - Isidore Geoffroy Saint-Hilaire, zoologo francese (n. 1805)
- 1861 - Henri Mouhot, naturalista e esploratore francese (n. 1826)
- 1861 - Icilio Pelizza, militare italiano (n. 1832)
- 1862 - Giuseppe Negri, politico italiano (n. 1779)
- 1864 - Montagu Stopford, ammiraglio irlandese (n. 1798)
- 1864 - Simon von Stampfer, matematico, fisico e inventore austriaco
- 1865 - André Dupin, giurista, avvocato e politico francese (n. 1783)
- 1865 - Markus Mosse, medico tedesco (n. 1808)
- 1866 - Charles Duveyrier, drammaturgo, librettista e filosofo francese (n. 1803)
- 1867 - Joseph Achten, pittore austriaco (n. 1822)
- 1867 - Francesco Boffo, architetto svizzero (n. 1796)
- 1869 - Giuseppe Berlendis, architetto e incisore italiano (n. 1795)
- 1869 - Bartolomeo Fenaroli Avogadro, politico italiano (n. 1796)
- 1869 - John E. Wool, generale statunitense (n. 1784)
- 1871 - Massimiliano Carlo di Thurn und Taxis, principe (n. 1802)
- 1873 - Louis Le Chatelier, ingegnere francese (n. 1815)
- 1876 - Francesco Cedrelli, politico italiano (n. 1813)
- 1876 - Ferdinando Coletti, pianista e compositore italiano (n. 1843)
- 1876 - Karl Eichwald, geologo, esploratore e naturalista russo (n. 1795)
- 1876 - Etelka Szapáry, nobildonna ungherese (n. 1798)
- 1878 - Pëtr Andreevič Vjazemskij, poeta e critico letterario russo (n. 1792)
- 1880 - Sabin Berthelot, naturalista e etnologo francese (n. 1794)
- 1886 - Heinrich Jordan, filologo classico tedesco (n. 1833)
- 1887 - Bernardino Giannuzzi-Savelli, magistrato e politico italiano (n. 1822)
- 1887 - August Reifferscheid, archeologo e filologo classico tedesco (n. 1835)
- 1888 - George Bingham, III conte di Lucan, generale e politico inglese (n. 1800)
- 1891 - Arthur Rimbaud, poeta francese (n. 1854)
- 1892 - Vittore Ottolini, storico, giornalista e scrittore italiano (n. 1825)
- 1897 - Charles Zidler, impresario teatrale francese (n. 1831)
- 1898 - Alkmar II von Alvensleben, generale tedesco (n. 1841)
- 1899 - Giovanni Nepomuceno Glavina, arcivescovo cattolico sloveno (n. 1828)
- 1900 - Luigi Centurini, scacchista e compositore di scacchi italiano (n. 1820)
- 1900 - Armand David, missionario, zoologo e botanico francese (n. 1826)

## XX secolo(226)
- 1904 - Rosalia Montmasson, patriota italiana (n. 1823)
- 1904 - Alphons Stübel, geologo, entomologo e vulcanologo tedesco (n. 1835)
- 1905 - Alfred Nicolas Rambaud, storico francese (n. 1842)
- 1907 - Emanuele Gianturco, giurista e politico italiano (n. 1857)
- 1907 - Alexander Zick, pittore e illustratore tedesco (n. 1845)
- 1909 - Ludvig Schytte, pianista e compositore danese (n. 1848)
- 1909 - Ivan Aleksandrovič Vsevoložskij, direttore artistico, costumista e funzionario russo (n. 1835)
- 1911 - Calcedonio Reina, pittore e poeta italiano (n. 1842)
- 1911 - Giorgio Spezia, ingegnere e mineralogista italiano (n. 1842)
- 1911 - Félix Ziem, pittore francese (n. 1821)
- 1912 - Riccardo Antoniazzi, liutaio italiano (n. 1853)
- 1912 - Ramón Corral, politico e generale messicano (n. 1854)
- 1912 - Julius Wayland, politico e giornalista statunitense (n. 1854)
- 1914 - Nils Christoffer Dunér, astronomo svedese (n. 1839)
- 1914 - Bernard Gordon-Lennox, militare britannico (n. 1878)
- 1915 - Giosuè Borsi, scrittore e poeta italiano (n. 1888)
- 1915 - Konstantin Satunin, zoologo russo (n. 1863)
- 1915 - James Spensley, calciatore, allenatore di calcio e educatore inglese (n. 1867)
- 1916 - Alfred Joseph Naquet, chimico e politico francese (n. 1834)
- 1916 - Giuseppe Riva, pittore italiano (n. 1834)
- 1916 - Walter Sutton, biologo statunitense (n. 1877)
- 1917 - Stefanino Curti, militare italiano (n. 1895)
- 1917 - Lamberto De Bernardi, militare italiano (n. 1898)
- 1920 - Giulio Cesare Buzzati, giurista italiano (n. 1862)
- 1923 - Emanuele Beccaria Incisa, diplomatico e politico italiano (n. 1848)
- 1923 - Ricciotto Canudo, critico cinematografico, poeta e scrittore italiano (n. 1877)
- 1923 - Herluf Winge, zoologo danese (n. 1857)
- 1924 - Dean O'Banion, mafioso statunitense (n. 1892)
- 1925 - Ernesto Marenghi, agronomo italiano (n. 1874)
- 1925 - John Oxley, lunghista statunitense (n. 1881)
- 1926 - Wilhelm Braune, filologo e filosofo tedesco (n. 1850)
- 1926 - Ljubov' Dostoevskaja, scrittrice russa (n. 1869)
- 1927 - Hans Langseth, norvegese (n. 1846)
- 1928 - Anita Berber, ballerina, attrice e scrittrice tedesca (n. 1899)
- 1928 - Aleksandr Fëdorovič Trepov, politico russo (n. 1862)
- 1929 - István Lichteneckert, schermidore ungherese (n. 1892)
- 1931 - Eugen Kipp, calciatore tedesco (n. 1885)
- 1933 - Hugh Trevor, attore statunitense (n. 1903)
- 1934 - Arturo Falconi, attore italiano (n. 1867)
- 1934 - Wilhelm His, medico svizzero (n. 1863)
- 1936 - Louis-Gustave Binger, ufficiale e esploratore francese (n. 1856)
- 1936 - Primo Gibelli, militare italiano (n. 1893)
- 1936 - Luigi Sapelli, scenografo, costumista e illustratore italiano (n. 1865)
- 1937 - Nikolaj Petrovič Batalov, attore russo (n. 1899)
- 1938 - Mustafa Kemal Atatürk, generale e politico turco (n. 1881)
- 1938 - Chris Fridfinnson, hockeista su ghiaccio canadese (n. 1898)
- 1939 - Charlotte Despard, romanziera britannica (n. 1844)
- 1941 - Celestino Fumagalli, scultore e orafo italiano (n. 1864)
- 1941 - Grace Ingalls, statunitense (n. 1877)
- 1941 - Daniel Krencker, storico dell'architettura e archeologo tedesco (n. 1874)
- 1941 - Pio Schinetti, giornalista italiano (n. 1875)
- 1942 - Angiolo D'Andrea, pittore e illustratore italiano (n. 1880)
- 1943 - Cesare Cozzarini, militare italiano (n. 1918)
- 1943 - Villy Pasquali, veterinario e partigiano italiano (n. 1914)
- 1944 - Zeffirino Ballardini, antifascista italiano (n. 1922)
- 1944 - Ferdinand Gottschalk, attore britannico (n. 1858)
- 1944 - Emilio Po, ebanista e partigiano italiano (n. 1916)
- 1944 - Miklós Radnóti, poeta ungherese (n. 1909)
- 1944 - Friedrich-Werner Graf von der Schulenburg, diplomatico tedesco (n. 1875)
- 1944 - Giacomo Ulivi, partigiano italiano (n. 1925)
- 1944 - Wang Jingwei, politico cinese (n. 1889)
- 1945 - Sekula Drljević, politico montenegrino (n. 1884)
- 1946 - Lucia Mangano, mistica e religiosa italiana (n. 1896)
- 1946 - Julian Nowak, politico polacco (n. 1865)
- 1946 - Louis Zutter, ginnasta svizzero (n. 1865)
- 1948 - Julius Curtius, avvocato e politico tedesco (n. 1877)
- 1948 - Jack Nelson, attore, regista e sceneggiatore statunitense (n. 1882)
- 1948 - Heinrich Rondi, sollevatore, lottatore e tiratore di fune tedesco (n. 1877)
- 1949 - Renato Nigiotti, allenatore di calcio e calciatore italiano (n. 1898)
- 1950 - Attilio Andreoli, pittore italiano (n. 1877)
- 1950 - Jean Biondi, politico francese (n. 1909)
- 1950 - Franca Florio, nobildonna e socialite italiana (n. 1873)
- 1950 - Giacomo Inaudi, italiano (n. 1867)
- 1951 - Joseph Buerger, canottiere statunitense (n. 1870)
- 1951 - Vincent James Ryan, vescovo statunitense (n. 1884)
- 1952 - Otto Appel, agronomo e botanico tedesco (n. 1867)
- 1952 - Kurt Knoblauch, militare tedesco (n. 1885)
- 1954 - Giuseppe Bruno, cardinale italiano (n. 1875)
- 1955 - Adelaide Johnson, scultrice e attivista statunitense (n. 1859)
- 1956 - Harry F. Sinclair, imprenditore e filantropo statunitense (n. 1876)
- 1956 - Baptist Knieß, generale tedesco (n. 1885)
- 1956 - David Seymour, fotografo e giornalista polacco (n. 1911)
- 1956 - Victor Young, compositore statunitense (n. 1899)
- 1957 - Colin Carruthers, hockeista su ghiaccio britannico (n. 1890)
- 1957 - Abdon Maltagliati, politico italiano (n. 1894)
- 1957 - Roberto Papini, storico dell'arte e storico dell'architettura italiano (n. 1883)
- 1958 - Gladys Kingsbury, attrice e sceneggiatrice statunitense (n. 1876)
- 1958 - Charles Poulenard, velocista francese (n. 1885)
- 1959 - Felix Jacoby, filologo classico, grecista e bibliografo tedesco (n. 1876)
- 1959 - Julius Keyl, velocista, ostacolista e ginnasta tedesco (n. 1877)
- 1959 - Lupino Lane, attore e regista inglese (n. 1892)
- 1960 - Joe Bache, calciatore inglese (n. 1880)
- 1960 - Oscar Di Giamberardino, ammiraglio italiano (n. 1881)
- 1960 - Augusto Jacobacci, militare italiano (n. 1917)
- 1960 - Otto Nilsson, giavellottista e discobolo svedese (n. 1879)
- 1961 - Salvatore Pollicino, tenore italiano (n. 1884)
- 1962 - Julius Lenhart, ginnasta e multiplista austriaco (n. 1875)
- 1963 - Klara Dan von Neumann, informatica ungherese (n. 1911)
- 1963 - Attilio Ubertalli, dirigente sportivo italiano (n. 1880)
- 1963 - Giovanni Zanelli, militare, aviatore e ginnasta italiano (n. 1911)
- 1964 - Rudolf Gerhardt, ufficiale tedesco (n. 1896)
- 1964 - Sam Newfield, regista statunitense (n. 1899)
- 1964 - Paolo Venerosi Pesciolini, politico italiano (n. 1896)
- 1964 - Pierre de Polignac, duca (n. 1895)
- 1965 - Aldo Nadi, schermidore italiano (n. 1899)
- 1965 - Giovanni Scheiwiller, editore e critico d'arte italiano (n. 1889)
- 1965 - Pia Zambotti, archeologa italiana (n. 1898)
- 1966 - Evelyn Sears, tennista statunitense (n. 1875)
- 1966 - Sergej Sivko, pugile sovietico (n. 1940)
- 1967 - Ida Cox, cantante statunitense (n. 1896)
- 1968 - Mario Curti, calciatore italiano (n. 1901)
- 1968 - Enzo Dal Dan, calciatore italiano (n. 1900)
- 1968 - Vittorio Fainelli, storico e bibliotecario italiano (n. 1888)
- 1968 - Santos Iriarte, calciatore uruguaiano (n. 1902)
- 1968 - Adolf Möller, canottiere tedesco (n. 1877)
- 1968 - Ferdinand Périer, arcivescovo cattolico belga (n. 1875)
- 1968 - Fred Rebell, navigatore lettone (n. 1886)
- 1969 - Cesare Cerati, giornalista italiano (n. 1899)
- 1969 - Amleto Tondini, presbitero e latinista italiano (n. 1899)
- 1970 - Mario Francisco Fortunato, calciatore argentino (n. 1905)
- 1970 - Hellmuth Heye, ammiraglio tedesco (n. 1895)
- 1971 - Benedetto Lonza, archeologo e storico dell'arte italiano (n. 1904)
- 1971 - Walter Van Tilburg Clark, scrittore e poeta statunitense (n. 1909)
- 1973 - Ferruccio Funghi, fantino italiano (n. 1901)
- 1973 - Giovanni Lerario, presbitero e pittore italiano (n. 1913)
- 1973 - Francesco Mattea, arbitro di calcio italiano (n. 1895)
- 1973 - Rosemary Theby, attrice statunitense (n. 1892)
- 1974 - Wolfgang Schadewaldt, filologo classico, traduttore e critico letterario tedesco (n. 1900)
- 1975 - Milton Romney, giocatore di football americano statunitense (n. 1899)
- 1976 - Gino Bergami, fisiologo e politico italiano (n. 1903)
- 1976 - Theodore Besterman, parapsicologo, bibliografo e traduttore polacco (n. 1904)
- 1976 - Wout Buitenweg, calciatore olandese (n. 1893)
- 1976 - Gustave Roud, poeta svizzero (n. 1897)
- 1977 - Carlo Bertazzoni, politico italiano (n. 1908)
- 1977 - Jodie Copelan, montatore statunitense (n. 1914)
- 1977 - Ornella Puliti Santoliquido, pianista italiana (n. 1906)
- 1977 - Dennis Wheatley, scrittore inglese (n. 1897)
- 1978 - Theo Lingen, attore, regista e sceneggiatore tedesco (n. 1903)
- 1979 - Giovanni Bellissima, carabiniere italiano (n. 1955)
- 1979 - Salvatore Bologna, carabiniere italiano (n. 1938)
- 1979 - Amina Pirani Maggi, attrice italiana (n. 1892)
- 1979 - Domenico Marrara, carabiniere italiano (n. 1929)
- 1979 - Friedrich Torberg, scrittore e traduttore austriaco (n. 1908)
- 1980 - Alessandro Giuntoli, architetto italiano (n. 1895)
- 1981 - Abel Gance, regista, sceneggiatore e attore francese (n. 1889)
- 1981 - Bruno Zilli, arbitro di calcio italiano (n. 1909)
- 1982 - Leonid Il'ič Brežnev, politico e militare sovietico (n. 1906)
- 1982 - Roy Coffin, hockeista su prato statunitense (n. 1898)
- 1982 - Miriam Ottenberg, giornalista statunitense (n. 1914)
- 1982 - Elio Petri, regista, sceneggiatore e critico cinematografico italiano (n. 1929)
- 1983 - Dominique Gaumont, chitarrista francese (n. 1953)
- 1983 - Carl Erik Martin Soya, scrittore e drammaturgo danese (n. 1896)
- 1983 - Franco Trincavelli, canottiere italiano (n. 1935)
- 1984 - Mario Delpozzo, politico italiano (n. 1902)
- 1984 - Carmelo Goyenechea Urrusolo, calciatore spagnolo (n. 1898)
- 1984 - Xavier Herbert, scrittore australiano (n. 1901)
- 1984 - Luigi Martignon, pittore e incisore italiano (n. 1911)
- 1984 - Józef Nowara, schermidore polacco (n. 1945)
- 1985 - Olav Sunde, giavellottista norvegese (n. 1903)
- 1985 - Branislav Vukosavljević, allenatore di calcio e calciatore jugoslavo (n. 1929)
- 1986 - King Clancy, hockeista su ghiaccio e allenatore di hockey su ghiaccio canadese (n. 1902)
- 1986 - Vicente Trueba, ciclista su strada spagnolo (n. 1905)
- 1986 - Leona Woods, fisica statunitense (n. 1919)
- 1987 - Gianfranco Caniggia, architetto italiano (n. 1933)
- 1987 - Seyni Kountché, politico e militare nigerino (n. 1931)
- 1988 - Gilberto Colombo, ingegnere, imprenditore e progettista italiano (n. 1921)
- 1988 - Benedetto Gola, calciatore, ingegnere e dirigente sportivo italiano (n. 1904)
- 1988 - Gordon Richards, fantino inglese (n. 1904)
- 1989 - Peter Berglar, storico tedesco (n. 1919)
- 1989 - Vladimir Ivanovič Gerasimov, regista cinematografico sovietico (n. 1907)
- 1989 - Cookie Mueller, attrice e scrittrice statunitense (n. 1949)
- 1989 - Rinaldo Pretti, calciatore italiano (n. 1907)
- 1990 - Willy Dasso, cestista peruviano (n. 1917)
- 1990 - Giuseppe Manacchini, baritono italiano (n. 1902)
- 1990 - Tommy Sale, calciatore inglese (n. 1910)
- 1990 - Çetin Zeybek, calciatore turco (n. 1932)
- 1991 - Eva Bosáková, ginnasta cecoslovacca (n. 1931)
- 1991 - Dick the Bruiser, giocatore di football americano e wrestler statunitense (n. 1929)
- 1991 - Gunnar Gren, calciatore e allenatore di calcio svedese (n. 1920)
- 1991 - Enrique Labrador Ruiz, giornalista e scrittore cubano (n. 1902)
- 1991 - Alessandro Lessona, ufficiale, politico e dirigente sportivo italiano (n. 1891)
- 1991 - Florian Radu, allenatore di calcio e calciatore rumeno (n. 1920)
- 1991 - Montserrat Roig i Fransitorra, scrittrice e giornalista spagnola (n. 1946)
- 1992 - Chuck Connors, attore, cestista e giocatore di baseball statunitense (n. 1921)
- 1992 - Gyula Csikós, calciatore ungherese (n. 1913)
- 1992 - Eskil Lundahl, nuotatore svedese (n. 1905)
- 1992 - John Summerson, storico dell'architettura britannico (n. 1904)
- 1993 - Alberto Breccia, fumettista uruguaiano (n. 1919)
- 1993 - Giovanni Marongiu, politico italiano (n. 1929)
- 1993 - Paul Oßwald, allenatore di calcio e calciatore tedesco (n. 1905)
- 1994 - Renato Bizzozzero, calciatore svizzero (n. 1912)
- 1994 - William Higinbotham, fisico statunitense (n. 1910)
- 1994 - Carmen McRae, cantante, compositrice e pianista statunitense (n. 1920)
- 1994 - Züleyxa Seyidməmmədova, aviatrice, militare e politica sovietica (n. 1919)
- 1994 - Caroline Smith, tuffatrice statunitense (n. 1906)
- 1995 - Eddie Clamp, calciatore inglese (n. 1934)
- 1995 - Ria De Simone, attrice e cantante italiana (n. 1947)
- 1995 - Pasquale Discepolo, ingegnere e mineralogista italiano (n. 1916)
- 1995 - Odette Prévost, religiosa francese (n. 1932)
- 1995 - Ken Saro-Wiwa, scrittore, poeta e attivista nigeriano (n. 1941)
- 1995 - Franco Silva, attore italiano (n. 1920)
- 1996 - Yaki Kadafi, rapper statunitense (n. 1977)
- 1996 - Richard Mayo, generale e pentatleta statunitense (n. 1902)
- 1996 - Rudolf Schlesinger, giurista tedesco (n. 1909)
- 1997 - Silvio Accame, storico italiano (n. 1910)
- 1997 - Leonetto Amadei, giurista e politico italiano (n. 1911)
- 1997 - Leon William Johnson, generale e aviatore statunitense (n. 1904)
- 1997 - Giaime Pintor, giornalista, critico musicale e scrittore italiano (n. 1949)
- 1997 - Annie Dodge Wauneka, attivista statunitense (n. 1910)
- 1997 - Abd Allah bin Sa'ud Al Sa'ud, principe, politico e diplomatico saudita (n. 1924)
- 1998 - Svetlana Berëzova, ballerina lituana (n. 1932)
- 1998 - Nicola Corretto, politico italiano (n. 1922)
- 1998 - Richard Denning, attore statunitense (n. 1914)
- 1998 - Jean Leray, matematico francese (n. 1906)
- 1998 - Georg Liebsch, sollevatore tedesco (n. 1911)
- 1998 - Mary Millar, attrice e cantante inglese (n. 1936)
- 1998 - Hal Newhouser, giocatore di baseball statunitense (n. 1921)
- 1998 - Enrico Nova, calciatore italiano (n. 1938)
- 1998 - Kunitaka Sueoka, calciatore giapponese (n. 1917)
- 1998 - Jan-Olof Tjäder, latinista svedese (n. 1921)
- 1999 - Robert Kramer, regista, sceneggiatore e attore statunitense (n. 1939)
- 2000 - Adamantios Androutsopoulos, politico greco (n. 1919)
- 2000 - Jacques Chaban-Delmas, politico, partigiano e generale francese (n. 1915)
- 2000 - Art Jackes, altista canadese (n. 1924)
- 2000 - Salvatore Palazzolo, giurista italiano (n. 1923)
- 2000 - Alan Tyson, musicologo britannico (n. 1926)

## XXI secolo(118)
- 2001 - Agostino Baroni, arcivescovo cattolico e missionario italiano (n. 1906)
- 2001 - Ken Kesey, scrittore statunitense (n. 1935)
- 2002 - Michel Boisrond, regista e sceneggiatore francese (n. 1921)
- 2002 - Franco Fantasia, attore italiano (n. 1924)
- 2002 - Marcello Mandò, attore e doppiatore italiano (n. 1933)
- 2002 - Giovanni Rovatti, calciatore italiano (n. 1935)
- 2003 - Canaan Banana, politico zimbabwese (n. 1936)
- 2003 - Vasilije Šijaković, calciatore jugoslavo (n. 1929)
- 2004 - Richard Dembo, regista e sceneggiatore francese (n. 1948)
- 2005 - Fernando Bujones, ballerino e direttore artistico statunitense (n. 1955)
- 2005 - Marianne Mahn-Lot, storica francese (n. 1913)
- 2005 - Carlo Vittorio Testi, pittore, scultore e grafico italiano (n. 1902)
- 2006 - Anicée Alvina, attrice francese (n. 1953)
- 2006 - Gerald Levert, cantautore e produttore discografico statunitense (n. 1966)
- 2006 - Jack Palance, attore statunitense (n. 1919)
- 2006 - Nadarajah Raviraj, politico e avvocato cingalese (n. 1962)
- 2006 - Igor' Dmitrievič Sergeev, generale russo (n. 1938)
- 2006 - Jack Williamson, scrittore e autore di fantascienza statunitense (n. 1908)
- 2007 - Franca Maria Corneli, poetessa italiana (n. 1915)
- 2007 - Laraine Day, attrice statunitense (n. 1920)
- 2007 - Norman Mailer, scrittore statunitense (n. 1923)
- 2007 - George Ratkovicz, cestista statunitense (n. 1922)
- 2007 - John Wayne Todd, oratore statunitense (n. 1949)
- 2008 - Kiyoshi Itō, matematico giapponese (n. 1915)
- 2008 - Arthur Shawcross, serial killer statunitense (n. 1945)
- 2008 - Dorothy Vaughan, matematica e programmatrice statunitense (n. 1910)
- 2008 - Angelo Zito, medico e politico italiano (n. 1928)
- 2009 - Fiorenzo Capriotti, militare italiano (n. 1911)
- 2009 - Dick Katz, pianista e compositore statunitense (n. 1924)
- 2009 - Robert Enke, calciatore tedesco (n. 1977)
- 2009 - Tomaž Humar, alpinista sloveno (n. 1969)
- 2009 - Uolevi Manninen, cestista finlandese (n. 1937)
- 2009 - Flora Viola, dirigente sportiva italiana (n. 1923)
- 2010 - Georges Aeschlimann, ciclista su strada svizzero (n. 1920)
- 2010 - Dino De Laurentiis, produttore cinematografico italiano (n. 1919)
- 2010 - Attila Kovács, schermidore ungherese (n. 1939)
- 2010 - Nicolo Rizzuto, mafioso italiano (n. 1924)
- 2010 - Zena Rommett, ballerina statunitense (n. 1920)
- 2010 - Ron Simpson, calciatore inglese (n. 1934)
- 2011 - Peter J. Biondi, politico statunitense (n. 1942)
- 2011 - Bob Carney, cestista statunitense (n. 1932)
- 2011 - Emanuele De Francesco, militare e prefetto italiano (n. 1921)
- 2011 - Barbara Grier, editrice e saggista statunitense (n. 1933)
- 2011 - Andrei Igorov, canoista rumeno (n. 1939)
- 2011 - Killer Karl Kox, wrestler statunitense (n. 1931)
- 2011 - Jacques Lataste, schermidore francese (n. 1922)
- 2011 - Brian G. W. Manning, astronomo britannico (n. 1926)
- 2011 - Hiroshi Saitō, cestista giapponese (n. 1933)
- 2012 - Stuart Freedman, fisico statunitense (n. 1944)
- 2012 - Torben Johansen, calciatore e giocatore di calcio a 5 danese (n. 1957)
- 2012 - Li Shijun, esperantista cinese (n. 1923)
- 2012 - Miriam Shlesinger, linguista e traduttrice statunitense (n. 1947)
- 2013 - Johnny Matchefts, hockeista su ghiaccio statunitense (n. 1931)
- 2013 - Giorgio Orelli, scrittore, poeta e traduttore svizzero (n. 1921)
- 2013 - Enzo Vecchiè, calciatore italiano (n. 1951)
- 2014 - Alessandro Centofanti, tastierista e pianista italiano (n. 1952)
- 2014 - Franco Giustolisi, giornalista italiano (n. 1925)
- 2014 - Ken Takakura, attore giapponese (n. 1931)
- 2014 - Gaetano Varcasia, attore, doppiatore e regista teatrale italiano (n. 1959)
- 2015 - Walter Almaviva, ciclista su strada italiano (n. 1933)
- 2015 - Gene Amdahl, ingegnere e informatico statunitense (n. 1922)
- 2015 - Robert Craft, direttore d'orchestra e scrittore statunitense (n. 1923)
- 2015 - Klaus Roth, matematico britannico (n. 1925)
- 2015 - Miguel San Román, calciatore spagnolo (n. 1938)
- 2015 - Helmut Schmidt, politico tedesco (n. 1918)
- 2015 - Nuša Tome, sciatrice alpina jugoslava (n. 1960)
- 2015 - Allen Toussaint, musicista, compositore e produttore discografico statunitense (n. 1938)
- 2015 - Johannes Maria Trilaksyanta Pujasumarta, arcivescovo cattolico indonesiano (n. 1949)
- 2015 - Michael Wright, cestista statunitense (n. 1980)
- 2016 - Alcide Paolini, scrittore, poeta e critico letterario italiano (n. 1928)
- 2016 - Bill Stanfill, giocatore di football americano statunitense (n. 1947)
- 2017 - Guy Barrabino, schermidore francese (n. 1934)
- 2017 - Nancy Dupree, storica e archeologa statunitense (n. 1927)
- 2017 - Bernhard Eckstein, ciclista su strada tedesco (n. 1935)
- 2017 - Ray Lovelock, attore e cantante italiano (n. 1950)
- 2017 - Erika Remberg, attrice austriaca (n. 1932)
- 2018 - Erika Außerdorfer, slittinista italiana (n. 1940)
- 2018 - Raffaele Baldassarre, politico italiano (n. 1956)
- 2018 - Erdoğan Karabelen, cestista turco (n. 1935)
- 2018 - Liz J. Patterson, politica statunitense (n. 1939)
- 2019 - Luciano De Genova, sollevatore italiano (n. 1931)
- 2019 - Elda Lanza, giornalista, conduttrice televisiva e scrittrice italiana (n. 1924)
- 2019 - István Szívós, pallanuotista ungherese (n. 1948)
- 2020 - Carlo Bordini, poeta e storico italiano (n. 1938)
- 2020 - Antonio Boyer, baritono italiano (n. 1932)
- 2020 - Charles Corver, arbitro di calcio olandese (n. 1936)
- 2020 - Dino da Costa, calciatore brasiliano (n. 1931)
- 2020 - Renzo Gattegna, avvocato italiano (n. 1939)
- 2020 - Tom Heinsohn, cestista e allenatore di pallacanestro statunitense (n. 1934)
- 2020 - Tom Morrow, calciatore nordirlandese (n. 1946)
- 2020 - Günther Pfaff, canoista austriaco (n. 1939)
- 2020 - Juan Cruz Sol, calciatore spagnolo (n. 1947)
- 2020 - Amadou Toumani Touré, politico e generale maliano (n. 1948)
- 2020 - Carlo Vitrano, lottatore italiano (n. 1938)
- 2020 - Tony Waiters, calciatore e allenatore di calcio inglese (n. 1937)
- 2020 - Sven Wollter, attore svedese (n. 1934)
- 2021 - Jun Hong Lu, educatore cinese (n. 1959)
- 2021 - Gazbia Sirry, pittrice e artista egiziana (n. 1925)
- 2022 - Henry Anglade, ciclista su strada francese (n. 1933)
- 2022 - Kevin Conroy, attore e doppiatore statunitense (n. 1955)
- 2022 - Juan Carlos Orellana, calciatore cileno (n. 1955)
- 2022 - Walter Schröder, canottiere e scrittore tedesco (n. 1932)
- 2022 - Juan Alfredo Torres, calciatore messicano (n. 1931)
- 2023 - Spiros Focas, attore greco (n. 1937)
- 2023 - Danilo Astori, politico e economista uruguaiano (n. 1940)
- 2023 - John Bailey, direttore della fotografia e regista statunitense (n. 1942)
- 2023 - David G. Compton, scrittore britannico (n. 1930)
- 2023 - Miah Dennehy, calciatore irlandese (n. 1950)
- 2023 - Nedžad Hasanbegović, calciatore jugoslavo (n. 1948)
- 2023 - Hiroyuki Hosoda, politico giapponese (n. 1944)
- 2023 - Charles Jordan, cestista statunitense (n. 1954)
- 2023 - Johnny Ruffo, cantante, attore e personaggio televisivo australiano (n. 1988)
- 2023 - Marcel Schlechter, politico lussemburghese (n. 1928)
- 2023 - Peter Stahlknecht, informatico tedesco (n. 1933)
- 2023 - Yazid bin Sa'ud Al Sa'ud, principe e funzionario saudita (n. 1955)
- 2024 - Barbara Aland, teologa, grecista e filologa classica tedesca (n. 1937)
- 2024 - Galliano Juso, produttore cinematografico e sceneggiatore italiano (n. 1937)
- 2024 - Dallas Long, pesista statunitense (n. 1940)